# (216439) Lioubertsy
(216439) Lioubertsy, internationalement (216439) Lyubertsy, est un astéroïde de la ceinture principale.

## Description
(216439) Lioubertsy est un astéroïde de la ceinture principale. Il fut découvert le 15 mars 2009 à Tzec Maun par Léonid Vladimirovitch Élénine. Il présente une orbite caractérisée par un demi-grand axe de 2,70 UA, une excentricité de 0,06 et une inclinaison de 11,3° par rapport à l'écliptique.
Il est nommé d'après la ville russe de Lioubertsy.

## Compléments